# Franz Hartz

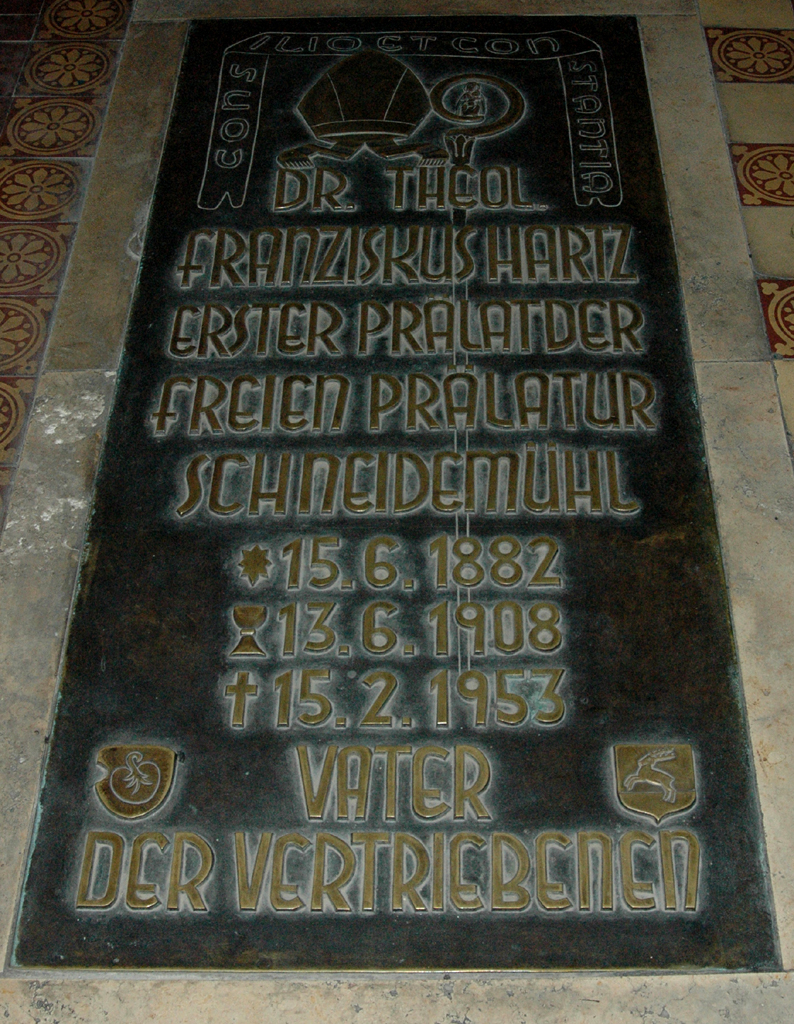
Grab von Prälat Franz Hartz in der Pfarrkirche St. Cyriakus Krefeld-Hüls

Franz Hartz (* 15. Juni 1882 in Hüls; † 15. Februar 1953 ebenda) war ein deutscher römisch-katholischer Pfarrer. Man nannte ihn auch den Vater der Vertriebenen.

## Leben
Hartz besuchte das Gymnasium Thomaeum in Kempen und studierte anschließend Theologie in Münster. Hier wurde er am 13. Juni 1908 zum Priester geweiht. Im selben Jahr trat er dem KStV Osning im Kartellverband katholischer deutscher Studentenvereine bei. Im Jahr 1914 promovierte er in Münster bei dem Moraltheologen Joseph Mausbach mit der Dissertation Wesen und Zweckbestimmung der Strafe. Eine ethische Würdigung der absoluten und relativen Rechtstheorie. 1924 wurde Hartz Kurat und Pfarradministrator in der Pfarre St. Elisabeth, 1928 Pfarrer an Liebfrauen, beide in Berlin. Nach der Errichtung des Bistums Berlin im Jahr 1930 ernannte ihn Bischof Christian Schreiber als Bischof von Berlin zum Domkapitular an der St.-Hedwigs-Kathedrale.
Papst Pius XI. ernannte Hartz am 21. Februar 1931 zum Praelatus nullius der Prälatur Schneidemühl, die zu dieser Zeit 134.000 Katholiken in 75 Pfarreien und zwölf Seelsorgestationen zählte. Unter seiner Leitung erlebte das Gebiet einen Aufschwung durch Neubauten von Kirchen, Caritasheimen, Bildung neuer Pfarreien sowie Ausbau und Festigung kirchlicher Organisationen. Als erster deutscher Oberhirte führte er die Feier sogenannter Betsingmessen ein. Vor dem Einmarsch der russischen Truppen verließ Hartz am 26. Januar 1945 Schneidemühl. Teilweise zu Fuß gelangte er zunächst nach Demmin und in den letzten Kriegswochen nach Fulda. Hier lebte er ab 1945 bis zu seinem Lebensende und pflegte von hier aus rege Kontakte zur früheren Schneidemühler Geistlichkeit.
1949 trat Hartz das Amt des Päpstlichen Beauftragten für die Seelsorge der Heimatvertriebenen an. Zugleich war er Beauftragter der Deutschen Bischofskonferenz für Flüchtlingsangelegenheiten. Beiden Aufgaben ging er in den folgenden Jahren mit großem Einsatz nach. Auf seine Anregung ging etwa die Schaffung eines zentralen katholischen Kirchenbuchamtes für die Heimatvertriebenen sowie die vorläufige Versorgung der ostvertriebenen Kirchenpensionäre aus dem geistlichen und Laienstand zurück. In der Diözese Fulda half er durch die Übernahme von Firmreisen besonders in der Diaspora. Seinen unermüdlichen Einsatz würdigte Papst Pius XII. 1951 durch die Verleihung des Titels „Hochwürdigste Exzellenz“.
Während seines üblichen Weihnachtsbesuchs in Hüls im Winter 1952/1953 erkrankte Hartz und starb in seiner Heimatgemeinde. Am 18. Februar 1953 wurde er in der Hülser Pfarrkirche St. Cyriakus beigesetzt, nachdem der Kölner Erzbischof Josef Kardinal Frings die absolutio ad tumbam erteilt hatte. Hartz blieb übrigens bis zu seinem Tod nicht nur nominell Prälat der Freien Prälatur Schneidemühl.

## Auszeichnung
- Die Stadt Krefeld hat ihm im Stadtteil Hüls die Franz-Hartz-Straße gewidmet.